# Cut Nyak Meutia
Cut Nyak Meutia (1870 - 1910), in oudere spelling Tjoet Nja Meuthia, en ook bekend als Cut Meutia, was een verzetsstrijder tegen het Nederlandse koloniale bestuur in Nederlands-Indië. Op 2 mei 1964 werd zij uitgeroepen tot Held van Indonesië. Ze staat afgebeeld op het Indonesische bankbiljet van 1000 roepia.

## Levensloop
Cut Nyak Meutia werd geboren in Perlak, Noord-Atjeh, in 1870. Toen zij volwassen werd trouwde zij met Teuku Sam Searah. Zij scheidden niet lang na hun huwelijk. Cut Nyak Meutia's nieuwe echtgenoot was Cut Muhammad of Teuku Cik Tunong. Anders dan zijn broer, gehoorzaamde Cut Muhammad niet aan de Nederlandse overheersing omdat hij de kolonialisering van Atjeh door de Nederlanders niet accepteerde. Cut Muhammad en zijn vrouw werkten hand in hand met de Atjehese bevolking om te vechten tegen de Nederlanders.
In 1899 leidde Teuku Cik Tunong een succesvolle aanval tegen de Nederlanders. De daaropvolgende twee jaren echter maakten Cik Tunong en zijn troepen geen bewegingen. De Nederlanders dachten dat ze de moed opgegeven hadden. Maar in 1901 vielen Teuku Cik Tunong en zijn troepen plotseling aan en vernietigden zij de Nederlandse verdediging ter plaatse. Vanwege zijn succes werd Teuku Cik Tunong weldra benoemd tot districtshoofd of Keureutoe door de Sultan van Atjeh. Van 1901 tot 1903 was Teuku Cik Tunong aanvoerder geweest van enkele gevechten in het noordoosten van Aceh. Daar slaagden hij en zijn troepen erin, tien Nederlandse soldaten te doden en 67 vuurwapens op hen buit te maken. Mubin en Pang Gadeng, twee spionnen die waren overgelopen, hadden Cut Nyak Meutia en haar echtgenoot succes in de strijd bezorgd.
In 1905 werd Teuku Cik Tunong gevangengenomen door de Nederlanders. Hetzelfde jaar werd hij door hen gefusilleerd. De dood van Teuku Cik Tunong bracht Cut Nyak Meutia in contact met de nieuwe commandant, Pang Nanggroe, die haar laatste echtgenoot werd. Pang Nanggroe werd ook gedood in de strijd, op 26 september 1910. Door zijn dood werd Cut Nyak Meutia de nieuwe commandant, met nog slechts 45 manschappen en 13 vuurwapens over. Diezelfde maand werd Cut Nyak Meutia gevonden door Nederlanders in haar schuilplaats in Paya Cicem. Zij verweerde zich met een rencong in haar hand. Zij werd gedood doordat Nederlandse soldaten haar in haar hoofd en borst schoten.
In 1964 werd zij uitgeroepen tot Nationale held van Indonesië.

## Roman
Cut Nyak Meutia en haar tijdgenoten komen als inspirerende figuren aan bod in de roman Wisselkind van Basha Faber.